# Марианна де Вальдштейн-Вартенберг
Мария Анна фон Вальдштейн унд Вартенберг, маркиза де Санта-Крус-де-Мудела (нем. Mariana von Waldstein-Wartenberg; исп. Mariana Waldstein; 30 мая 1763, Вена — 21 июня 1808, Фано) — испанская аристократка австрийского происхождения, член Королевской академии изящных искусств Сан-Фернандо.

## Биография

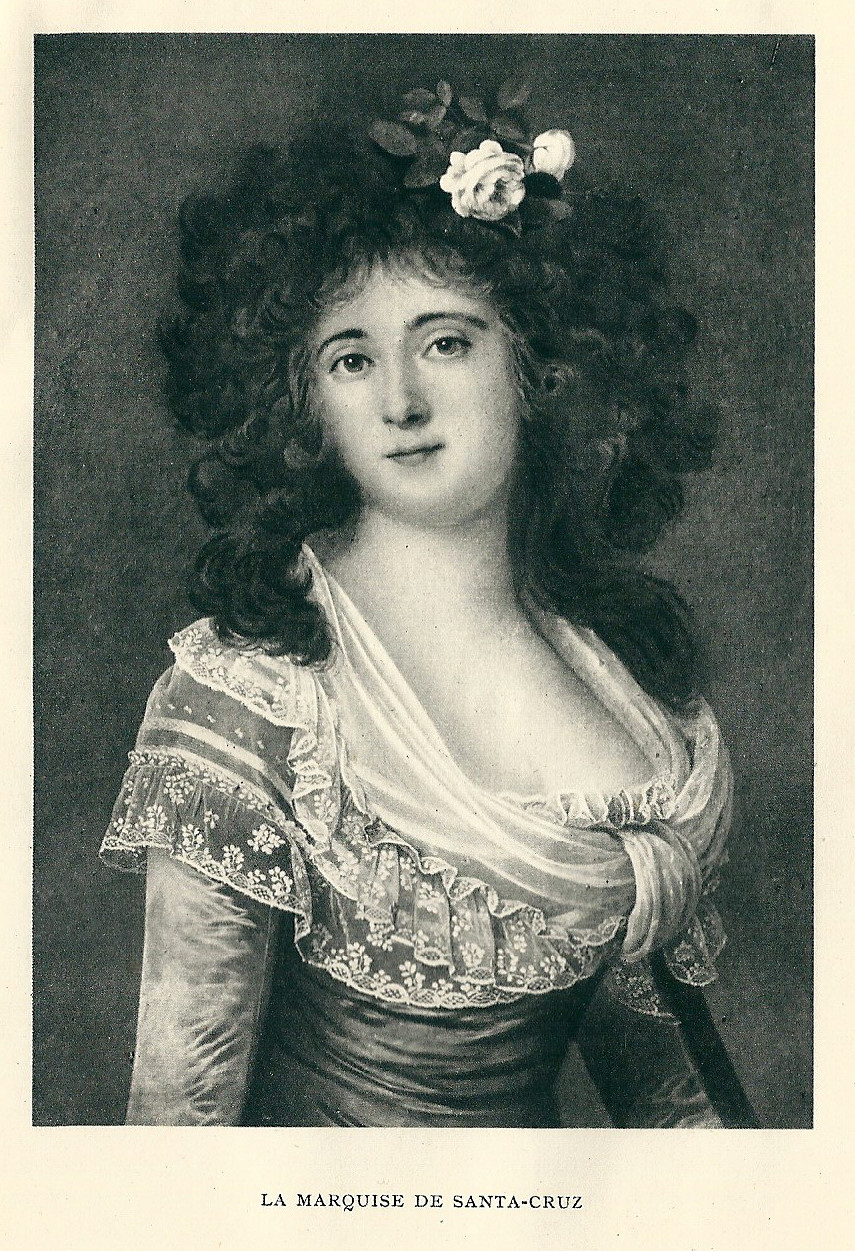
Портрет маркизы де Санта-Крус-де-Мудела

Родилась 30 мая 1763 года в Вене. Она происходила из австро-чешской аристократической семьи. Её отцом был Эммануэль Филиберт, граф фон Вальдштейн-Вартенберг (1731—1775), владелец города Духцов в Чехии, а матерью — принцесса Мария Анна Терезия фон Лихтенштейн (1738—1814), дочь принца Эмануэля Лихтенштейна (1700—1771) и его жены Марии Антонии Дитрихштейнской (1706—1777).
В возрасте 18 лет в 1781 году она вышла замуж за гораздо более старшего вдовца, Хосе Хоакина де Сильва-Базана (1734—1802), 9-го маркиза де Санта-Крус-де-Мудела, и приехала в Испанию. Её муж занимал важное положение при мадридском королевском дворе. У супругов трое сыновей и одна дочь.
- Хосе Габриэль де Сильва-Базан (18 марта 1772 — 4 ноября 1839), 10-й маркиз де Санта-Крус-де-Мудела, гранд Испании, 7-й маркиз де Арсикольяр
- Хуан де Сильва и Вальдштейн
- Педро де Сильва и Вальдштейн
- Марианна Тереза де Сильва и Вальдштейн (? — 17 января 1805), муж с 1802 года Бернардино Фернандес де Веласко и Бенавидес, 9-й герцог де Уседа (1783—1851).

Маркиза была увлечена искусством: писала картины маслом и пастелью, особенно миниатюры, а также рисовала и делала копии известных произведений. Её учителем был художник Исидро Карнисеро. Она стала почетным директором и членом Королевской академии изящных искусств Сан-Фернандо. Она была женщиной с сильным характером и яркой индивидуальностью. Французский посол в Испании Фердинанд де Гиймарде (1765—1809) влюбился в нее, и перед возвращением на родину увез с собой копию ее портрета, написанного Франсиско Гойей. Оригинал, вероятно, был написан в 1797—1798 годах, не позднее 1800 года.
Скандалом стал ее роман с другим послом — братом Наполеона, Люсьеном Бонапартом (1775—1840), который был на 12 лет моложе ее. Ее письма к Люсьену — свидетельство их чувств и большой страсти. В июле 1801 года вместе с тремя детьми она отправилась в Париж, где познакомилась с художниками и политиками, в том числе с Наполеоном Бонапартом, когда он был первым консулом. Она посетила художника Жака-Луи Давида, когда он работал над своей картиной «Наполеон, пересекающий перевал Сен-Бернар» в 1800 году. В ноябре того же года Люсьен вернулся с аванпоста в Мадриде, и они вместе поселились в его замке Плесси-Шаман, несмотря на критику Наполеона. Однако Марианне пришлось быстро вернуться в Мадрид, узнав о плохом здоровье своего мужа, который умер 28 марта 1802 года. После смерти мужа маркиза ожидала предложения Люсьена, которое положит конец сплетням и социальной критике. В отличие от Наполеона, этот союз поддержал Мануэль Годой, первый министр испанского короля Карла IV. Благодаря своим связям маркиза выступала посредником в тайных переговорах Мануэля Годоя с Францией, и в интересах первого министра было укрепить отношения с семьей Бонапартов. Однако Люсьен Бонапарт влюбился в двадцатичетырехлетнюю Александре де Жубертон, на которой он женился тайно и против воли брата в 1803 году. Брошенная, маркиза уехала в Италию, еще одним ударом стала преждевременная смерть её дочери-подростка Марианны в 1805 году. Маркиза умерла 21 июня 1808 года в Фано, Италия.